# Сухенко Василь Іванович
Сухенко Василь Іванович (7 серпня 1893, м. Київ — після 1962) — український військовий, сотник, льотчик-дозорець Повітряного флоту УНР.

## Життєпис

### Служба в РІА
Навчався у Переяславській гімназії та Київському політехнічному інституті. Після початку Першої світової війни пішов на військову службу та закінчив школу прапорщиків (1 травня 1915 р.). З 1 червня 1915 р. навчався у Гатчинській авіаційній школі, випущений з неї 1 жовтня 1915 р. зі званням льотчика-дозорця. Служив у 10-му авіаційному загоні, остання посада- ад'ютант загону, останнє звання у російській армії — штабс-капітан. Нагороджений орденами Святої Анни 4-го ступеня, Святого Станіслава 3-го ступеня з мечами та биндою, Святої Анни 3-го ступеня з мечами та биндою.

### Служба в Армії УНР
З 15 березня 1918 р. перебував на військовій службі в Армії УНР, обіймав різні посади у штабі авіації. З 10 січня 1919 р. — військовий льотчик евакуайованого до Проскурова Полтавського авіаційного дивізіону Повітряного флоту УНР (до 30 березня 1919 р.). З 1 травня 1919 р. — член української військово-технічної місії УНР у Відні, Берліні та Празі, яка займалася закупівлею озброєння, зокрема літаків, для Дієвої армії УНР. 20 червня 1920 р. повернувся з закордону до Армії УНР і був зарахований льотчиком-дозорцем у 1-шу Запорізьку авіаційну ескадрилью.

### Еміграція
З 10 жовтня 1920 р. обіймав посаду коменданта групи 1-ї летунської франко-польської школи у Бидгощі. 1 червня 1922 р. був демобілізований з Армії УНР. По тому працював інженером-електриком на різних польських підприємствах, згодом здобув освіту у Вищій Політехніці у Відні, обіймав керівні посади на різних промислових підприємствах Франції. Зокрема тривалий час керував промисловим відділом фабрики «Siemens Kolike» та фабрикою «Philips-Metalix». Протягом 1930-1950-их років мешкав у Парижі. Помер після 1962 р.

## Вшанування пам'яті
28 травня 2011 року у мікрорайоні Оболонь було відкрито пам'ятник «Старшинам Армії УНР — уродженцям Києва». Пам'ятник являє собою збільшену копію ордена «Хрест Симона Петлюри». Більш ніж двометровий «Хрест Симона Петлюри» встановлений на постаменті, на якому з чотирьох сторін світу закріплені меморіальні дошки з іменами 34 старшин Армії УНР та Української Держави, які були уродженцями Києва (імена яких вдалося встановити історикам). Серед іншого вигравіруване й ім'я Василя Сухенка.
Також у Києві один з провулків названо його ім'ям.